# Pueblo Nuevo Viñas
Pueblo Nuevo Viñas är en kommunhuvudort i Guatemala.   Den ligger i departementet Departamento de Santa Rosa, i den södra delen av landet, 50 km söder om huvudstaden Guatemala City. Pueblo Nuevo Viñas ligger 1 246 meter över havet och antalet invånare är 4 211.
Terrängen runt Pueblo Nuevo Viñas är kuperad åt nordost, men åt sydväst är den bergig. Runt Pueblo Nuevo Viñas är det ganska tätbefolkat, med 72 invånare per kvadratkilometer. Närmaste större samhälle är Barberena, 15,3 km nordost om Pueblo Nuevo Viñas. I omgivningarna runt Pueblo Nuevo Viñas växer i huvudsak städsegrön lövskog.